# Modrava
Modrava (německy Mader) je obec v okrese Klatovy, 13 km jihozápadně od Kašperských Hor. Žije zde 107 obyvatel. Obec leží v Národním parku Šumava na soutoku Modravského, Roklanského a Filipohuťského potoka, jejichž soutokem vzniká Vydra (někdy se jako část Vydry označuje i Modravský potok a za počátek Vydry je označován soutok Luzného a Březnického potoka u hájovny Březník).

## Území obce
Osídlení obce Modrava je tvořeno dvěma částmi: Modrava a Filipova Huť.
Území obce je tvořeno čtyřmi katastrálními územími:
- Vchynice-Tetov II (sem patří i samoty Palečkovna a Rybárna)
- Filipova Huť (do něj spadá i osada Modrava a zčásti Korýtko a značná část horského území, například Lovčí skála, Čertův vrch, Nová slať, Černohorský močál, Filipohuťský les, Ztracený vrch, Mrtvý vrch, vrch Malá Mokrůvka, hájovna Březník, Luzný potok a Luzenské údolí, Hraniční slať, vrch Špičník, Březnický les, Blatný vrch a Blatenská slať, Studená hora, Novohuťské močály, Roklanská chata, Cikánská slať, Modravská hora a Modravské stráně)
- západně od Medvědí hory je neosídlené malé katastrální území Roklanský Les (na němž se nachází Roklanský les)
- severně a severovýchodně od Medvědí hory je rozsáhlé neosídlené katastrální území Javoří Pila (na jeho území se nachází Židovský les, Roklanská slať a hora Medvěd, Rokytská slať, Smrkový vrch, Javoří slať, Rybárenská slať).

V horském pásmu sousedí území obce na severu s rozsáhlým územím patřícím katastrálně obci Prášily. Území Vchynice-Tetov II sousedí na severu s katastrálním územím Vchynice-Tetov I obce Srní. Filipova Huť sousedí na východě s územím Horské Kvildy, pod niž spadá i část osady Korýtko. Horská část katastrálního území Filipova Huť sousedí na východě s územím obce Kvilda. Z jihu a západu sousedí území obce podél hřebene s německým Bavorskem, německá část hřebene je vyhlášena jako národní park Bavorský les.

## Historie

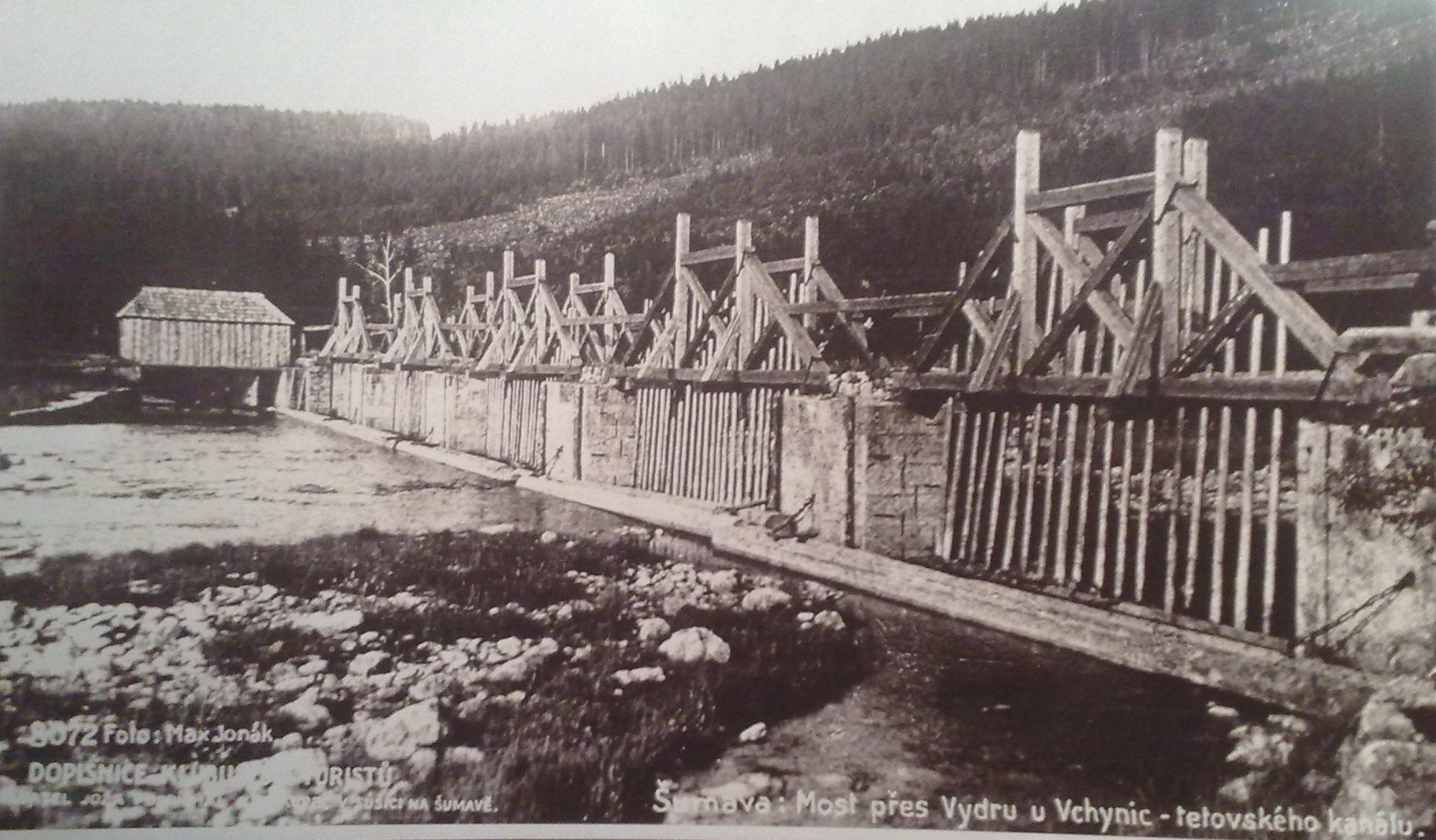
Hradlový most v roce 1931

První písemné zmínky o Modravě pocházejí z let 1614 a 1617 – trvalé osídlení se v nich však ještě nezmiňuje, pouze rybářské využití a pastviny pro soumary (to vyplývalo z polohy při obchodní stezce do Kašperských Hor). Od roku 1757 se Modrava rozvíjí jako rybářská a lovecká osada. Ke změně dochází po roce 1799, kdy kníže Schwarzenberg kupuje od hraběte Filipa Kinského rozsáhlé území Prášilského panství a využívá obrovského bohatství dřeva ze zdejších rozsáhlých lesů.
V letech 1799–1801 byl vybudován podle návrhu Ing. Rosenauera Vchynicko-tetovský plavební kanál. Kanál začíná 2 km od Modravy pod bývalou osadou Vchynice-Tetov. Díky rozvoji dřevařství bylo v roce 1804 založeno 6 km jižně od Modravy sídlo Březník (Pürstling). Roku 1827 zakoupil podnikatel František Bienert (1788–1866), rodák z Varnsdorfu, od majitele panství Josefa Schwarzenberga starší pilu, kterou adaptoval na vhodný tovární objekt. V roce 1832 Bienert získal císařské privilegium pro výhradní výrobu ozvučného dřeva na dobu 10 let, další pak pro zlepšený postup výroby a samostatné privilegium pro výrobu řešetových lubů. V roce 1855 zřídil Bienert další podobnou provozovnu ve Stožci. V Modravě v polovině 19. století zaměstnával na pile a v lese 50–100 lidí. Platnost privilegií byla pak po dvou letech prodlužována až do jeho smrti, kdy převzala vedení obou závodů jeho manželka. Výroba však vzhledem k velké konkurenci klesala a polom, který roku 1870 zničil mnoho starých porostů, zapříčinil, že rezonanční dříví muselo být dováženo z daleka. Vdova pily roku 1871 prodala Schwarzenbergovi, který modravskou pilu zlikvidoval a závod roku 1880 převedl do Stožce. Do současnosti se z továrny na břehu Roklanského potoka zachovala pouze část pro ukládání a sušení vyrobeného materiálu, která slouží jako rekreační zařízení Lesů ČR – objekt byl vyhlášen kulturní památkou a tvoří jednu z dominant obce.
V roce 1924 Klub českých turistů postavil další z dominant obce – Klostermannovu chatu, která sloužila jako horská chata. Jejím projektantem byla vedoucí osobnost české moderní architektury, průkopník moderní architektury a mezinárodně respektovaný architekt Bohuslav Fuchs. Náklady činily 1 041 500 Kčs. Díky členům Finanční stráže a jejich rodinám, kteří byli většinově české národnosti, se této obci dostálo i českých učitelů. A tak roku 1934 byla v Modravě dostavěna česká obecní a mateřská škola (od roku 1999 je objekt školy po přestavbě provozován jako Hotel Modrava).
V důsledku uzavření Mnichovské dohody bylo území obce v letech 1938 až 1945 přičleněno k nacistickému Německu.

## Správa obce
V období první republiky nebyl v Modravě správní úřad obce a celý katastr byl spravován obecním úřadem ve Filipově Huti. K přesunu správního úřadu do Modravy došlo po druhé světové válce a po vysídlení Němců.
Státní statistický úřad v Praze uvádí, že v obci Filipova Huť o rozloze 5745 ha, bylo k 22. květnu 1947 sečteno 214 přítomných obyvatel.

## Územní příslušnost
- k 1. lednu 1948 je uvedeno, že obec Filipova Huť patří do správního okresu Sušice, soudní okres Hartmanice, poštovní úřad Kvilda, stanice sboru národní bezpečnosti Modrava, železniční stanice a nákladiště Lipka na Šumavě[6]
- k 1. únoru 1949 je obec Filipova Huť součástí okresu Vimperk, kraj Českobudějovický[7][8][9]
- k 1. lednu 1950 je pro obec Filipova Huť ( okres Vimperk, kraj Českobudějovický ) matriční úřad u Místního národního výboru Kvilda[10]
- k 1. červenci 1952 je Filipova Huť vedena jako samostatná obec v okrese Vimperk, kraj Českobudějovický[5]
- k 1. lednu 1955 je osada Filipova Huť jako část obce Horská Kvilda, okres Vimperk, kraj Českobudějovický, matriční úřad u Místního národního výboru Vimperk[11]
- k 1. červenci 1960 má obec Modrava, okres Klatovy, kraj Západočeský tyto části : 1. Filipova Huť, 2. Horská Kvilda, 3. Modrava.[12]

V roce 1980 byla tato obec začleněna do správy MNV Srní. K opětovnému vzniku samostatné obce došlo 6. 12. 1990 ustavujícím zasedáním obecního zastupitelstva, zvoleného 17. 11. 1990.

## Okolí a zajímavosti
- Antýgl
- Březník
- Roklanská hájovna
- Filipova Huť
- Luzný
- Modrý sloup
- Oblík
- Antýgl
- Tříjezerní slať
- Vchynicko-tetovský plavební kanál
- Rybárna

## Galerie

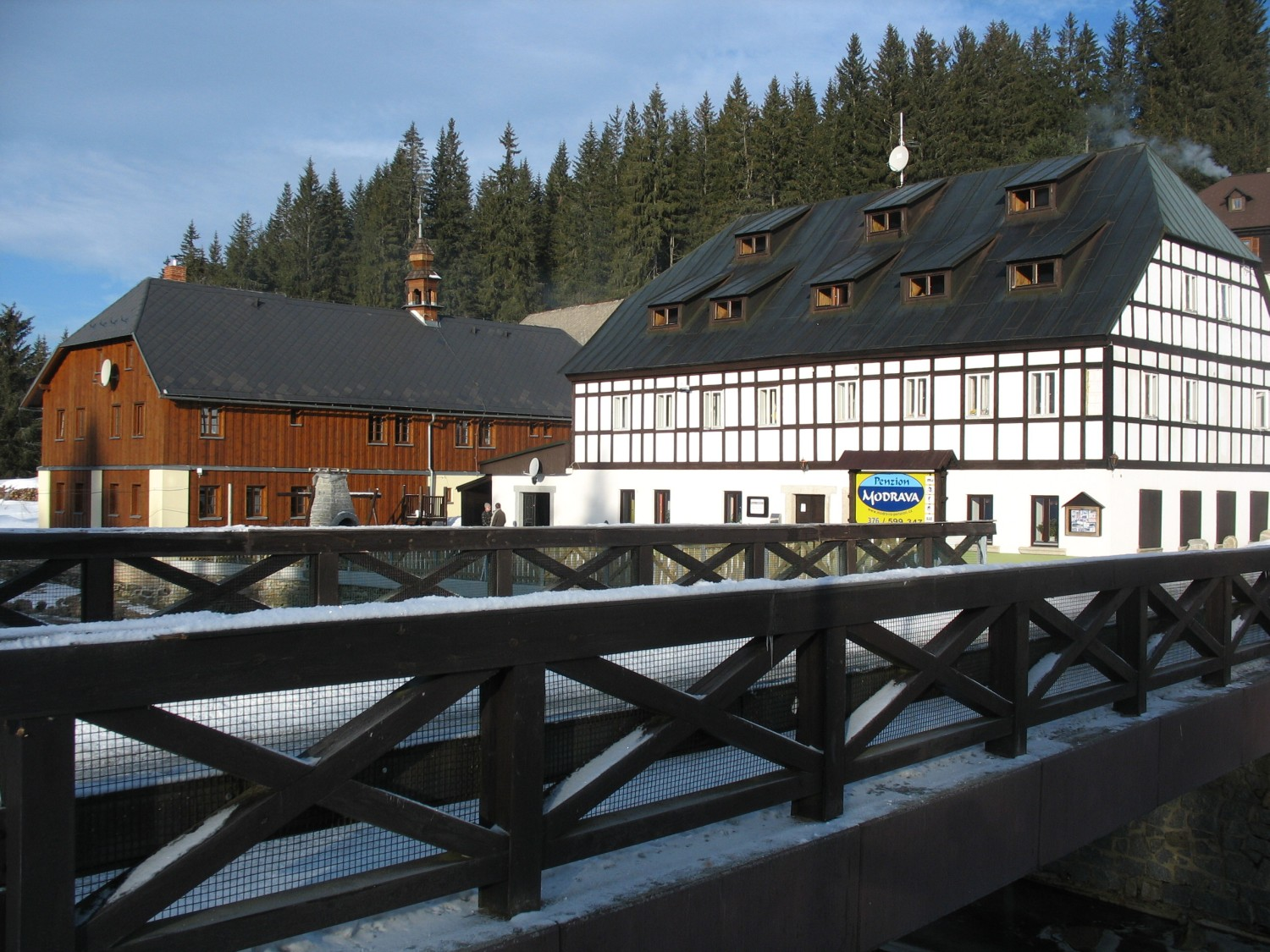
Bývalá Binertova pila, dnes Penzion Modrava
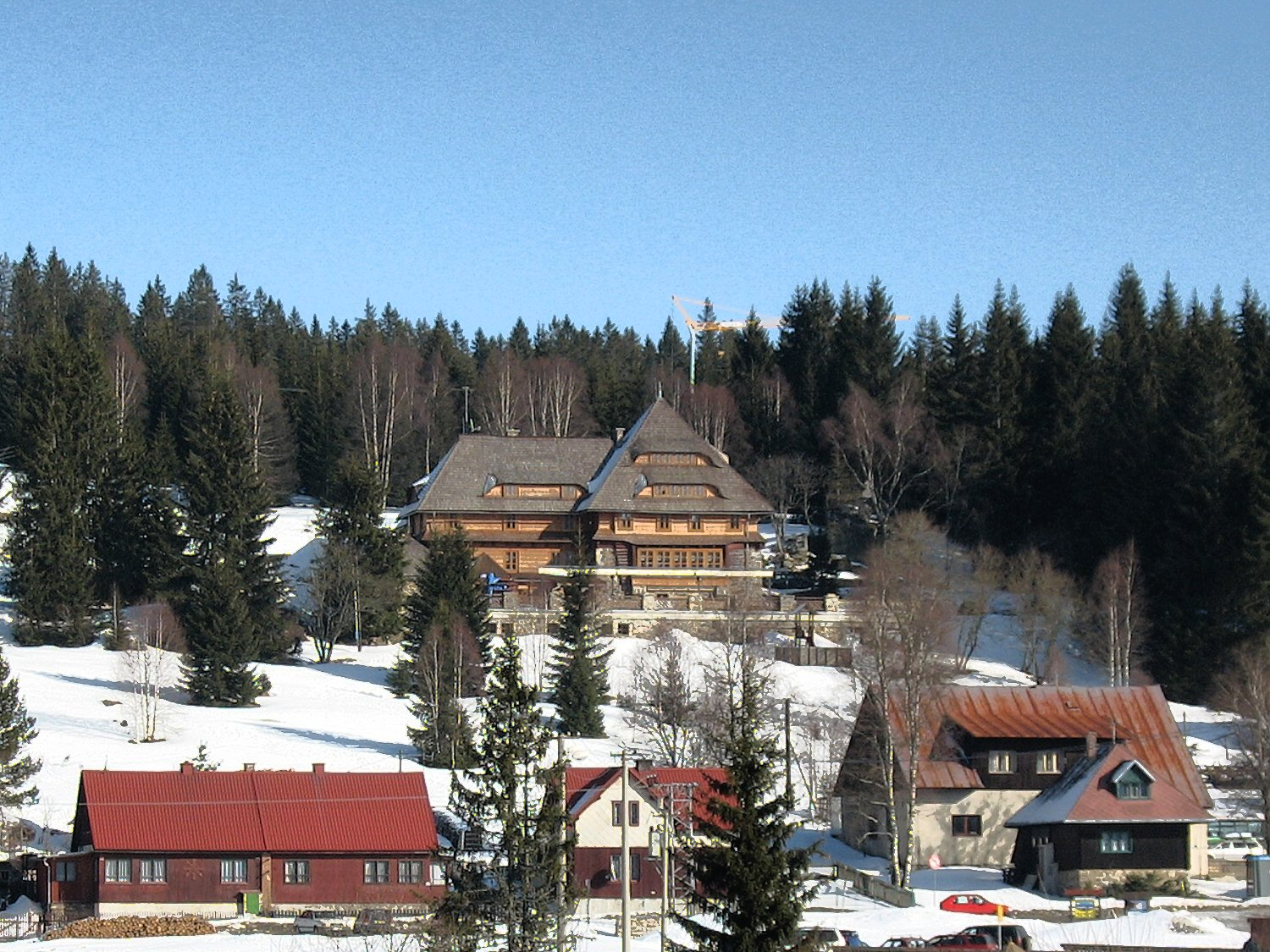
Klostermannova chata
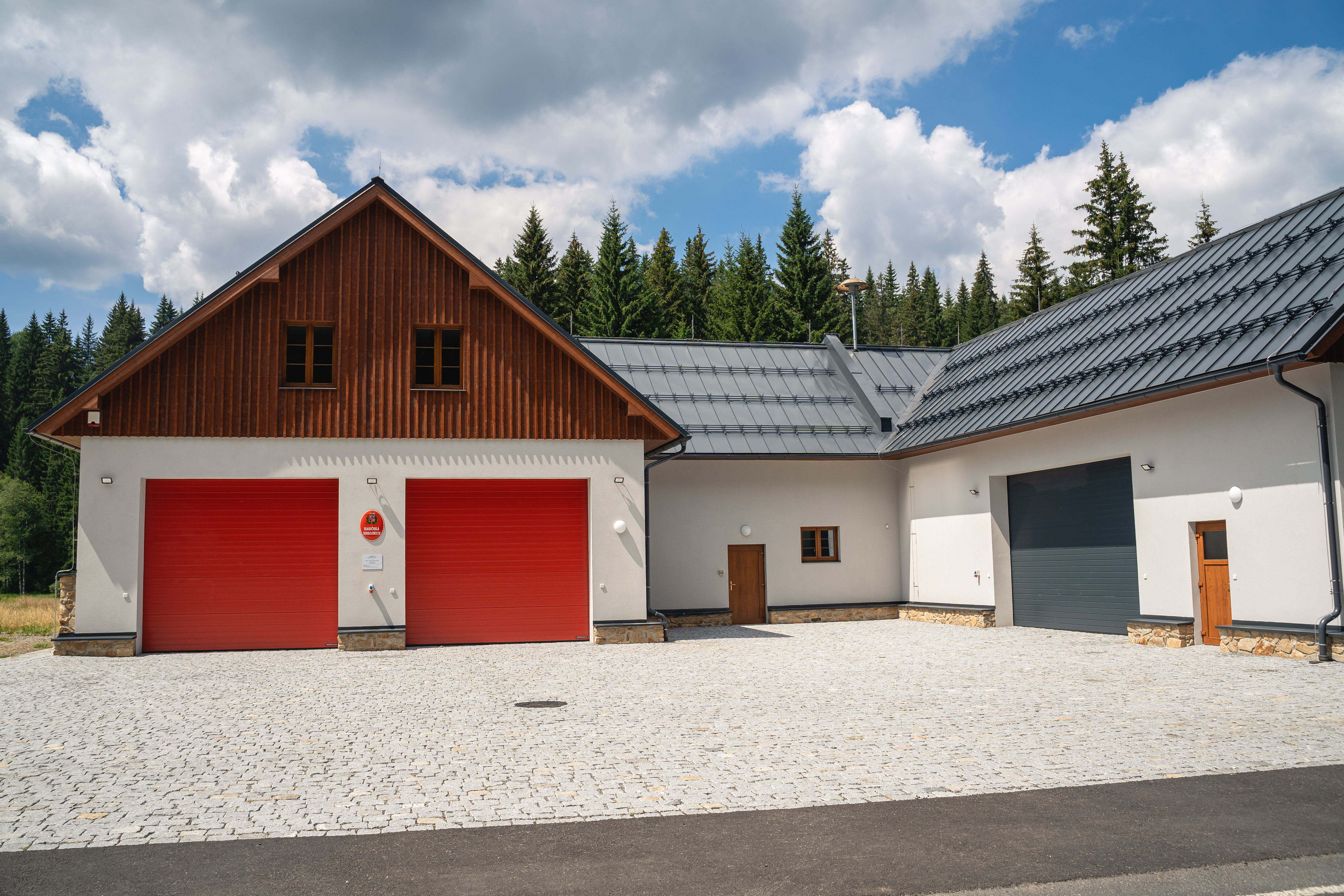
Hasičská stanice
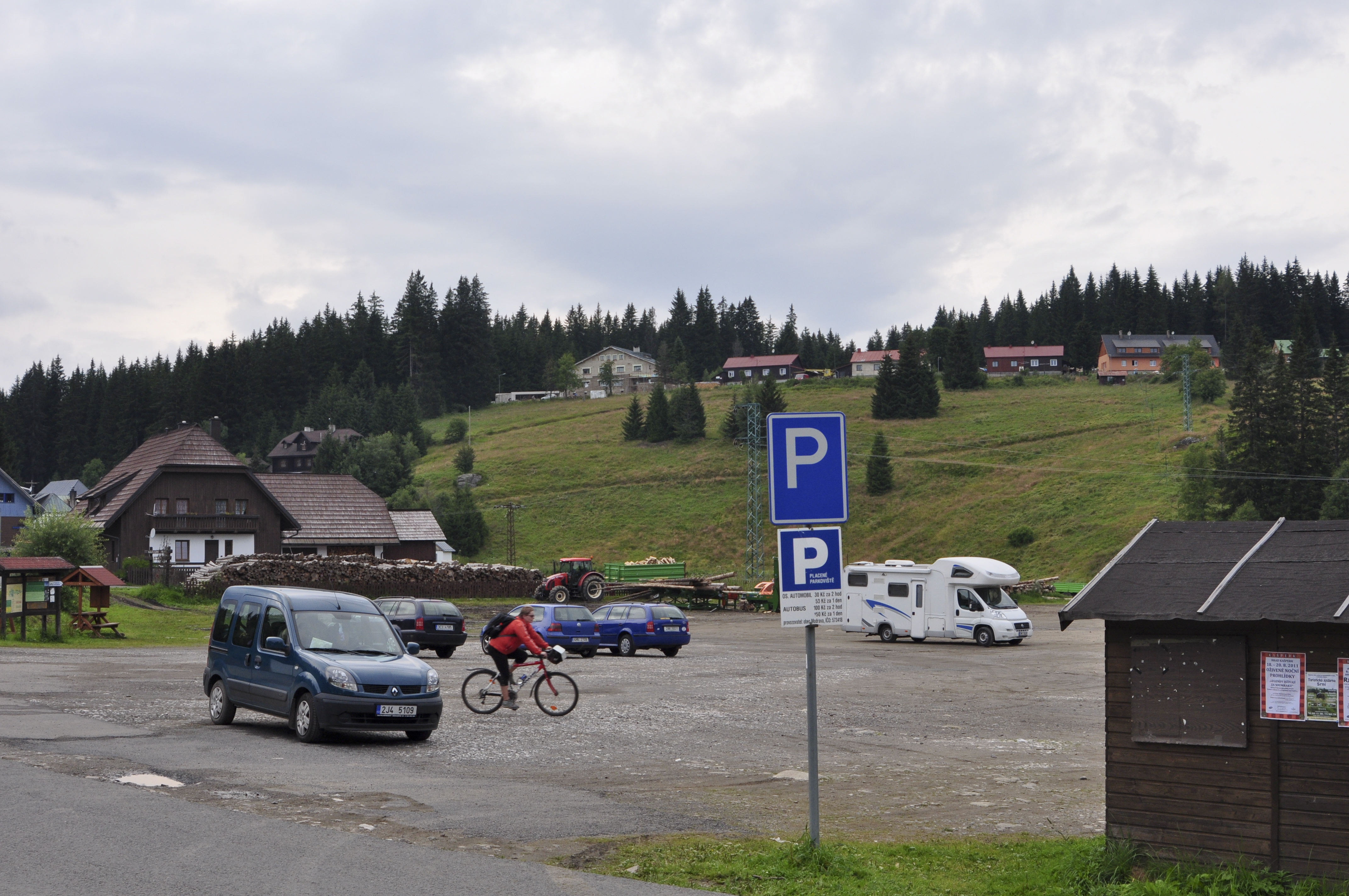
Parkoviště
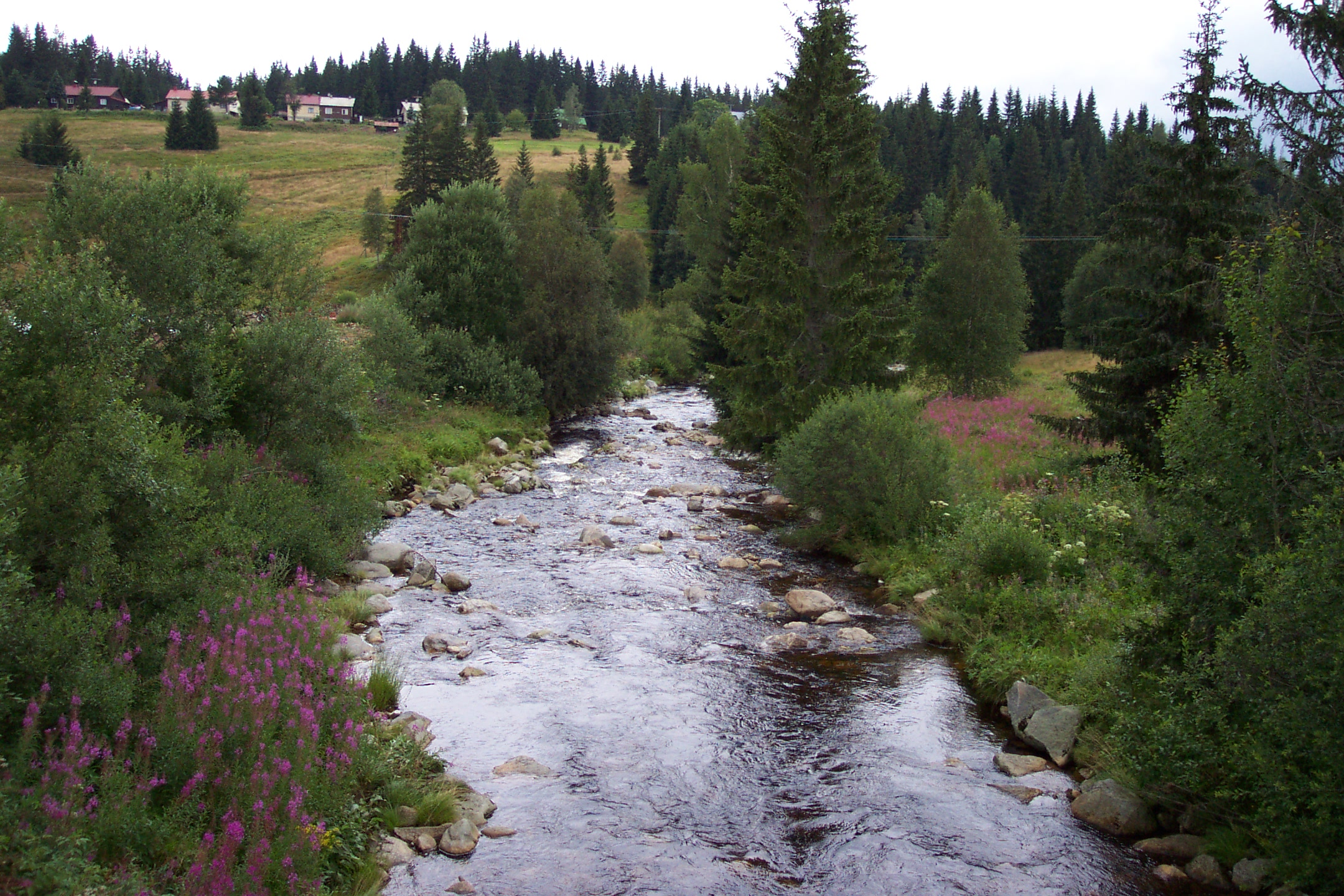
Modrava, řečiště
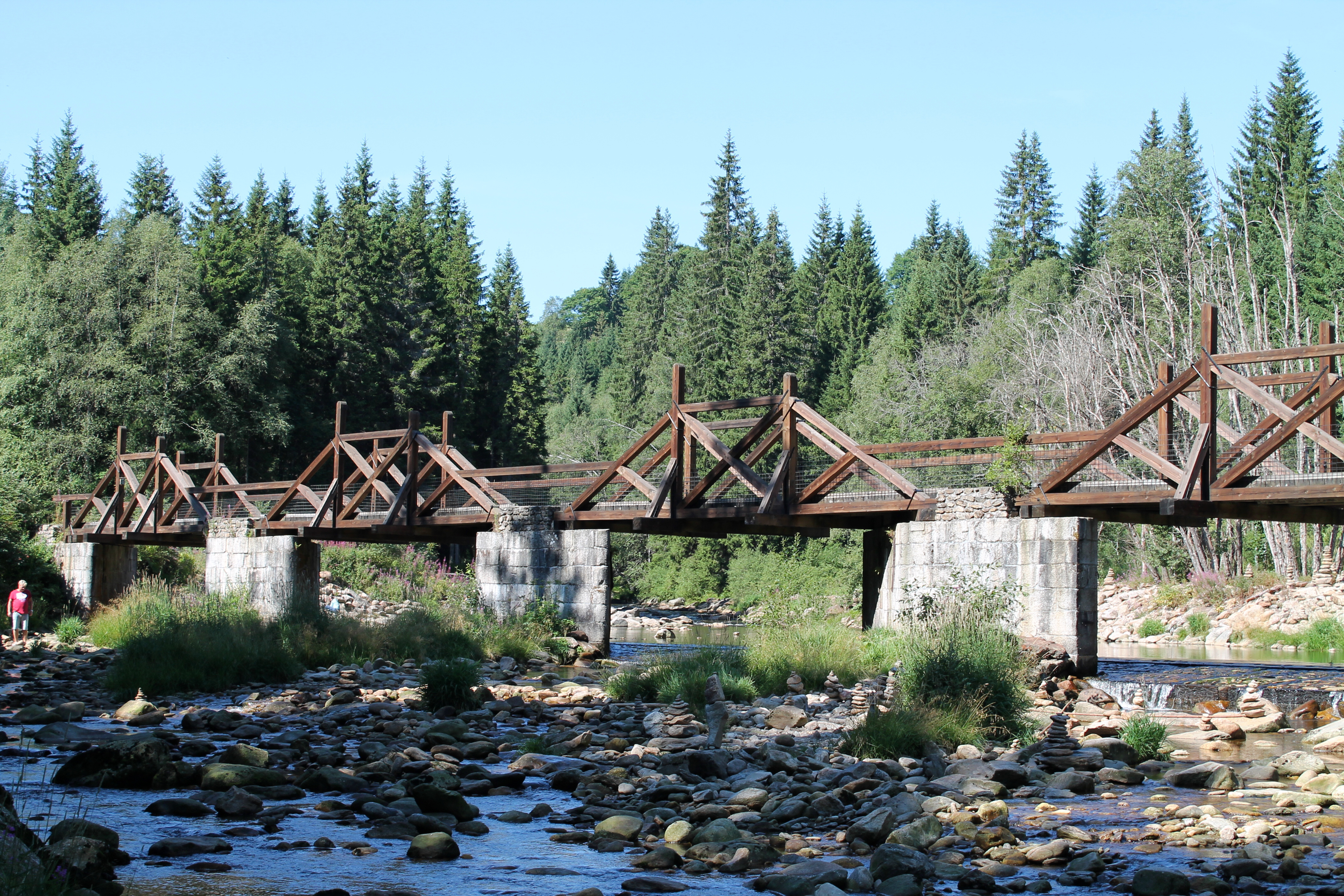
Hradlový most byl během komunistického režimu zničen, po jeho pádu obnoven.